# Novotroiițke, Vilneansk
Novotroiițke (în ucraineană Новотроїцьке) este un sat în comuna Liubîmivka din raionul Vilneansk, regiunea Zaporijjea, Ucraina.

## Demografie
Componența lingvistică a localității Novotroiițke
     Ucraineană (91,74%)
     Rusă (7,34%)
Conform recensământului din 2001, majoritatea populației localității Novotroiițke era vorbitoare de ucraineană (91,74%), existând în minoritate și vorbitori de rusă (7,34%).